# Disocactus macranthus
A Disocactus macranthus egy mexikói epifita kaktusz, mely a kertkultúrában is elterjedt látványos virágai révén.

## Elterjedése és élőhelye
Mexikó: Oaxaca, Veracruz, Chiapas államok. 830–1900 m tengerszint feletti magasságban.

## Jellemzői
Lecsüngő, lapos hajtástagokból álló hajtásrendszerű növény, a hajtástagok töve hengeres, 900 mm hosszúak, 45 mm szélesek, areolái 20–30 mm távolságban fejlődnek, kicsik. Virágai 50–60 mm hosszúak, 30 mm szélesek, a pericarpium 4–5 mm átmérőjű, zöld, 6 pikkellyel fedett, melyek 1-1,5 mm hosszúak, rózsaszínűek. A virágtölcsér 25 mm hosszú, zöldes-narancssárga, bíborszínű szőrökkel. A szirmok világossárgák, a külső szirmokon barnás-narancsos árnyalattal. A porzószálak fehérek, a portokok krémszínűek. A bibe krémszínű. Termése gömbölyű, 7–8 mm átmérőjű vörös bogyó.

## Rokonsági viszonyai és változatai
A Disocactus subgenus tagja
- Disocactus macranthus 'Glaucocladus' (="D. macranthus var. glaucocladus [1989]", nomen nudum): az alapfajtól kékesen fénylő epidermiszével tér el.